# ژانا آقامیریان
ژانا آقامیریان (ارمنی: Ժաննա Աղամիրյան؛ انگلیسی: Zhanna Aghamiryan) زاده ۱۶ دسامبر ۱۹۳۶ - درگذشته ۱۵ ژوئیهٔ ۱۹۷۵) هنرمند، منتقد هنری، معلم، نقاش اهل ارمنستان بود. وی بین سال‌های ۱۹۶۶ تا ۱۹۷۵ میلادی فعالیت می‌کرد.

## زندگی‌نامه
وی در ۱۶ دسامبر ۱۹۳۶ در باتومی به دنیا آمد . وی اولین مؤسس و مدیر گالری کودکان ایروان، اولین موزه هنر کودکان جهان (و اتحاد جماهیر شوروی) بود. فعالیت وی در این موزه باعث ایجاد آموزش هنری برای بسیاری از هنرمندان، مانند سرگئی روبنیان شد. این گالری در سال ۱۹۷۰ توسط آقامیریان و همسرش هنریک ایگیتیان تأسیس شد و در سال ۱۹۷۸ به موزه هنر کودکان تغییر نام داد. این موزه بعدها بخشی از مرکز ملی زیبایی‌شناسی شد. وی همچنین برنده جوایزی همچون شهروند افتخاری ایروان شد. وی در ۱۵ ژوئیهٔ ۱۹۷۵ در سن ۳۸ سالگی در یک سانحه هوایی در مسیر ایروان-باتومی جان باخت. وی در آرمستان مرکزی ایروان (توخماخ) به خاک سپرده شد.

## نگارخانه

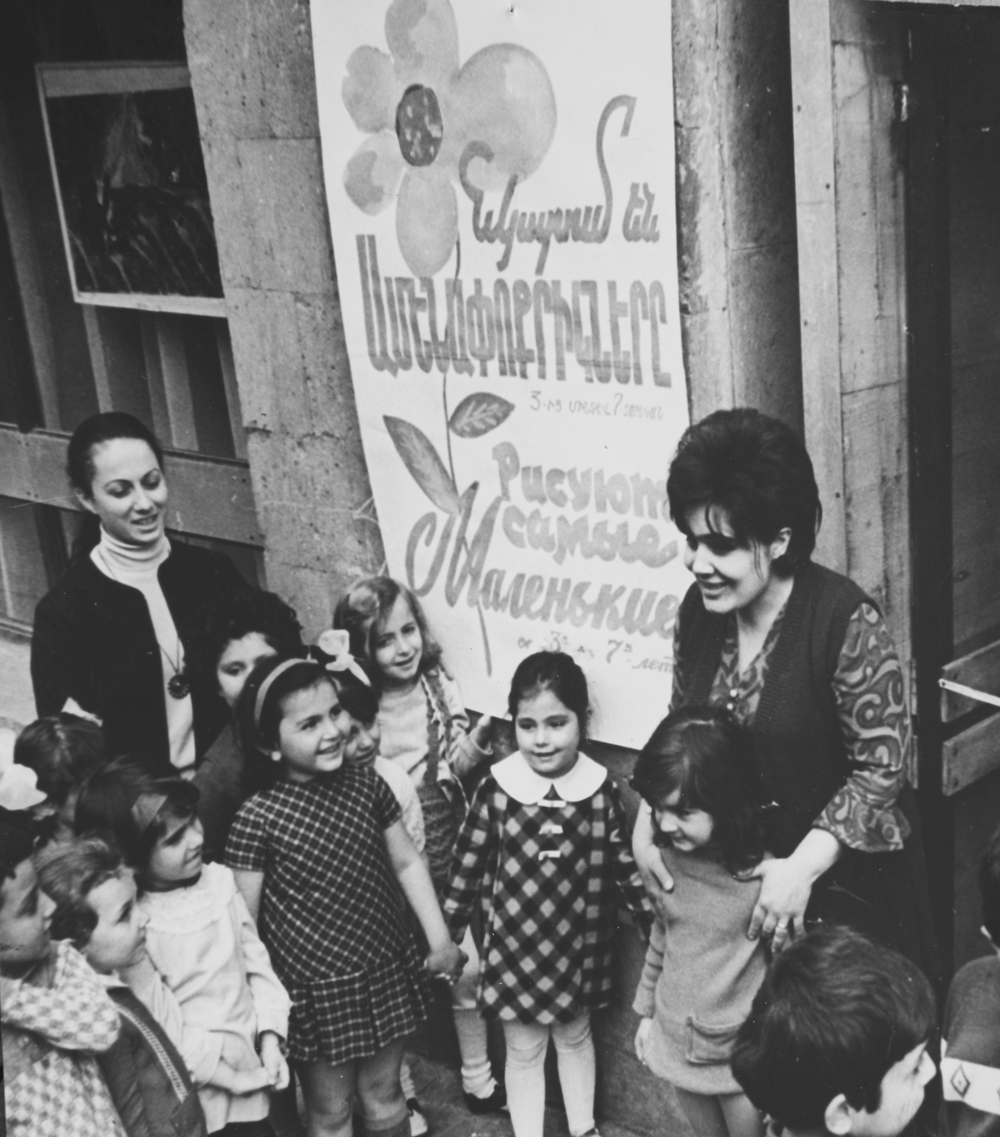
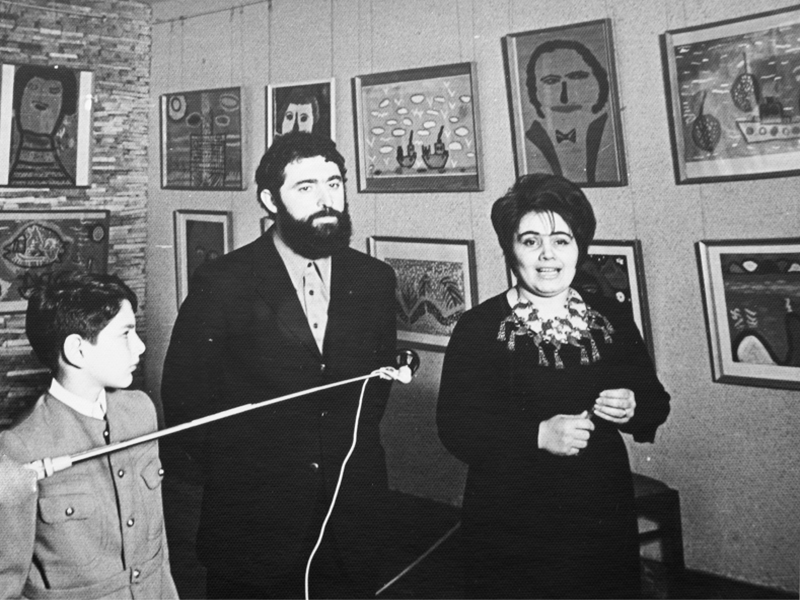